# Праслен
Праслен, также Пралин (фр. Praslin) — один из островов Сейшельского архипелага. Расположен в Индийском океане, принадлежит государству Сейшельские Острова.

## География
Назван в честь французского государственного деятеля Сезара Габриэля де Шуазеля-Пралена.

Остров Праслен

Один из наиболее крупных островов архипелага, расположен в 36 км от острова Маэ. Размеры острова Праслен — 11 на 4 км. В южной части острова находится национальный парк Праслен.
Праслен, несмотря на близкое расположение и общий с островом Маэ преимущественно гористый ландшафт, имеет свои уникальные особенности, главной из которых по праву считается дождевой лес, не изменявший свой облик ещё с первобытных времён, то есть на протяжении нескольких миллионов лет.
Главным достоянием этой сокровищницы природы считается гордость Сейшел — пальма Coco de Mer, плоды которой не только отличаются большими размерами и необычной формой, но и приносят государству неплохую прибыль. Установив ограничения на вывоз и даже частное выращивание этого редкого вида пальмы, правительство Сейшел сохранило его в первозданном виде только в этом парке.

## Население
На острове 6,5 тысяч жителей. Есть аэропорт.

## Административное деление
Административно остров Праслен делится на 2 округа: Бе-Сент-Анн и Гранд-Анс.